# Paul Richard Gallagher
Paul Richard Gallagher (Liverpool, 23 de enero de 1954)  es un arzobispo católico, Secretario para las Relaciones con los Estados dentro de la Secretaría de Estado de la Santa Sede desde el 8 de noviembre de 2014.

## Biografía

### Primeros años
Nació en Liverpool, Inglaterra, y fue educado en el Colegio de San Francisco Javier en Woolton. Ordenado sacerdote por el arzobispo Derek Worlock el 31 de julio de 1977 en la Arquidiócesis de Liverpool, sirvió en Fazakerley, antes de tomar cursos en la Pontificia Academia Eclesiástica. Más tarde obtuvo un doctorado en derecho canónico, convirtiéndose en un miembro del servicio diplomático de la Santa Sede el 1 de mayo de 1984.

### Episcopado y carrera
Ocupó cargos en Tanzania, Uruguay, Filipinas, la Secretaría de Estado de la Santa Sede y en el Consejo Europeo en Estrasburgo. Fue nombrado Consejero, de primera clase, el 1 de mayo de 1997, cuando trabajaba en la Nunciatura en Burundi. Trabajó en la Sección Segunda, de 1995 a 2000, al mismo tiempo que el actual Secretario de Estado, Pietro Parolin.
La Santa Sede anunció su nombramiento como nuncio apostólico en Burundi en enero de 2004. Su residencia en ese país fue bombardeado en 2008.
Fue nombrado nuncio en Guatemala en 2009. Ruth Gledhill, el corresponsal de asuntos religiosos del London Times, lo mencionó como un posible candidato para el cargo de arzobispo de Westminster en la sucesión al cardenal Cormac Murphy-O'Connor, sin embargo, el sucesor, se anunció el 3 de abril de 2009, fue el arzobispo Vincent Nichols.
El 11 de diciembre de 2012, fue nombrado como el nuncio apostólico en Australia, cargo que ocupó hasta que fue nombrado titular de la Secretaria para las Relaciones con los Estados el 8 de noviembre de 2014 por el Papa Francisco.
El 8 de noviembre de 2019 fue confirmado como secretario para las Relaciones con los Estados de la Secretaría de Estado in aliud quinquennium.
Tras la entrada en vigor de la constitución apostólica Praedicate evangelium el 5 de junio de 2022 pasó a ser secretario para las Relaciones con los Estados y Organismos Internacionales de la Secretaría de Estado.
El Arzobispo Gallagher habla inglés nativo, casi nativo italiano, y con fluidez francés y español.

## Condecoraciones
- Gran Cruz de la Orden de Manuel Amador Guerrero, 2023.